# Listă de organizații care studiază OZN-urile
Aceasta este o lista de peste 30 de organizații care studiază OZN-uri amplasate in jurul lumii. 

## Asia

### Indonezia
- Benda Terbang Aneh UFO Arhivat în 22 aprilie 2016, la Wayback Machine. (BETA-UFO)
- UFONESIA
- UFOSIANA

### Rusia
- Kosmopoisk

## Europa

### Belgia
- Belgium UFO-Network (BUFON)

### Bulgaria
- BUFONET

### Franța
- Groupe d'Études et d'Informations sur les Phénomènes Aérospatiaux Non-identifiés (GEIPAN)

### Italia
- Centro Ufologico Nazionale (CUN)
- Centro Ufologico Taranto (CUT)
- Centro Italiano Studi Ufologici (CISU)

### Norvegia
- UFO Norway

### Polonia
- Programme for UFO Study

### România

#### Active
- Asociația pentru Studiul Fenomenelor Aerospațiale Neidentificate (ASFAN)
- Romanian UFOnetwork (RUFOn)

#### Inactive
- Romanian UFO Researchers (RUFOR)

### Suedia
- UFO-Sweden

### Marea Britanie
- British UFO Research Association (BUFORA)
- UFO Research Midlands (UFORM)

### Turcia
- Sirius Research Center of UFO Spatial Sciences

## America de Nord

### Statele Unite

#### Active
- Aerial Phenomena Enquiry Network (APEN)
- Center for the Study of Extraterrestrial Intelligence (CSETI)
- Center for UFO Studies (CUFOS)
- Disclosure Project
- Enlightened Contact with Extraterrestrial Intelligence (ECETI)
- Exopolitics Institute (ExoInst)
- Fund for UFO Research (FUFOR)
- Institute for Cooperation in Space (ICIS)
- Mutual UFO Network (MUFON)
- National Investigations Committee On Aerial Phenomena (NICAP)
- National UFO Reporting Center (NUFORC)
- Project 1947
- International UFO Congress
- UFO search squad (UFOSS)
- UFO Research of North America  (UFORNA)

#### Inactive
- Aerial Phenomena Research Organization (APRO)
- Citizens Against UFO Secrecy (CAUS)
- Civilian Research, Interplanetary Flying Objects (CRIFO)
- Civilian Saucer Intelligence (CSI)
- Coalition for Freedom of Information
- MidOhio Research Associates (MORA)
- National Institute for Discovery Science (NIDSci)
- UFO Investigators League (UFOIL)

## America de Sud

### Argentina
- Comisión de Estudios Fenómeno Ovni República Argentina (CEFORA)
- Vision Ovni

### Brazilia
- Comité Brasileño de Ufólogos (CBU)
- Centro de Ufologia Brasileiro (CUB)
- Grupo de Estudos de Fenômenos Aeroespaciais Anômalos (GEFAA)
- Grupo de Pesquisas Científico-UFOlógicas (GPCU)
- Grupo UFOlógico de Guarujá Arhivat în 9 ianuarie 2014, la Wayback Machine. (GUG)

### Chile
- Comité de Estudios de Fenómenos Aéreos Anómalos (CEFAA)

### Peru
- Departamento de Investigación de Fenómenos Aéreos Anómalos (DIFAA)

### Uruguay

#### Active
- Comisión Receptora e Investigadora de Denuncias de Objetos Voladores No Identificados (C.R.I.D.O.V.N.I.)

#### Inactive
- Centro de Investigación de Objetos Voladores Inidentificados (C.I.O.V.I.)

## Oceania

### Australia
- Australian UFO Research Network (AUFORN)